# 小田急箱根
株式会社小田急箱根（おだきゅうはこね、英: Odakyu Hakone Co.,Ltd.）は、神奈川県小田原市に本社を設け、神奈川県足柄下郡箱根町周辺を主な営業エリアとする小田急グループの鉄道会社である。
鉄道路線として鉄道線と鋼索線、索道路線として箱根ロープウェイを有する他、遊覧船（箱根海賊船）の運航、自社ビルなどの建物の管理運営や、強羅・宮城野地区の旅館などへの温泉供給なども行う。全国登山鉄道‰会加盟会社。
旧商号は箱根登山鉄道株式会社（はこねとざんてつどう、英: Hakone Tozan Railway Co., Ltd.）。本稿では、2024年3月までの持株会社（中間持株会社）である小田急箱根ホールディングス株式会社（おだきゅうはこねホールディングス、英: Odakyu Hakone Holdings Inc.）についても述べる。

## 概要
当時の東海道本線の経路から外れる小田原と箱根を結ぶことを目的として1888年に設立された小田原馬車鉄道（その後の小田原市内線）が前身で、その後電化により1896年には小田原電気鉄道となり、1928年にいったん日本電力に合併した後に箱根登山鉄道として独立した。2002年10月にはバス部門を箱根登山バスとして分社化、2003年8月に小田急電鉄の完全子会社となり、2004年10月には純粋持株会社として小田急箱根ホールディングス株式会社に社名変更し、会社分割によって鉄道部門の事業を継承する箱根登山鉄道株式会社（2代目法人）が新設された。
さらに2024年4月のグループ再編により、箱根登山鉄道（2代目法人）を存続会社として小田急箱根ホールディングス他2社が合併し、同時に株式会社小田急箱根に社名変更。これにより1928年以来の「箱根登山鉄道」の社名は消滅することとなった。
子会社として箱根登山バスのほか、飲食・物販やビル管理など多角なサービス事業を担う箱根プレザントサービス株式会社があり、これらと合わせて小田急箱根グループを構成している。
本項では鉄道事業を中心として、小田原馬車鉄道・小田原電気鉄道・箱根登山鉄道（2004年までの旧会社および会社分割後の現行会社）について記述し、必要に応じて自動車部門（バス事業）についても記述する。

## 歴史

### 創業期・馬車鉄道時代
1872年に日本で初めて鉄道路線が開通した後、当時の政府は東京と大阪を結ぶ幹線鉄道の建設を計画していた。当初は中山道に沿ったルートが選定されていたが、1884年から建設工事に入ると当時のトンネル切削などの土木技術が未熟なことから、工事が大幅に遅れることになった。このため、1886年には中山道ルートの建設を一時休止し、東海道に沿ったルートの建設が決定された。
小田原は江戸幕府の開府以来、東海道における宿場町として栄えていた。東海道ルートの建設決定によって、小田原の自治体では「少なくとも小田原には鉄道が来る」という期待を持っていた。ところが、その後明らかになった路線計画では、国府津から御殿場を回って沼津へ抜けるルートとなり、小田原は経由しなかった。当初は箱根山を越えて三島に至るルートも検討されていたが、当時の技術水準では難工事となることが予想されたためである。「幹線ルートから外れることによって近代化から取り残される」と危惧した小田原の有力者は、当時の鉄道局に対して実地測量を求める嘆願を行ったが、受け入れられなかった。
そこで、小田原の有力者は1887年11月20日に、東海道本線の国府津駅を起点とし、小田原を経由して箱根町湯本にいたる馬車鉄道の敷設を神奈川県に対して請願した。この請願については神奈川県当局は好意的で、1888年2月には敷設許可が得られた。ただし、神奈川県当局が好意的だったのは、足柄県の再興運動が起きないように、「恩を売る」という意味もあったと推測されている。ともあれ、同年2月21日に小田原馬車鉄道が設立され、小田原で薬商を営んでいた吉田義方が初代社長として就任した。同年3月から敷設工事が開始され、9月3日には全線の敷設工事が竣工した。
こうして、1888年10月1日より日本では3番目となる馬車鉄道として、小田原馬車鉄道の営業が開始された。これが後に軌道線となる路線の営業開始である。
しかし、開業後には既存の乗合馬車や人力車の事業者からの反対運動が起きた。軌道上に大きな石を置いたり、馬車に投石するなどの暴力的な行為が繰り返され、乗員・乗客や馬の安全を確保することが難しくなり、1か月ほどの運行休止をせざるを得ない状態に陥った。ところが、折りしも元内閣総理大臣の伊藤博文が静養のため小田原の別荘に滞在していた時で、この騒ぎを知った伊藤は、神奈川県知事に対して運行事業者の保護と暴力行為に対する取締りを強く求めた。これを受けて、1889年からは神奈川県警の警部だった田島正勝が社長に就任、吉田は取締役に退いた。他にも元警察官を数人入社させることで沿線の警備を行うこととした。経営体制の刷新も行われ、ようやく馬車鉄道は平常運行が可能となった。
馬車鉄道の運行によって湯治客の増加がみられるなど、小田原馬車鉄道の開業が小田原や箱根の近代化に対する原動力となったことは確かとみられている。しかし、馬の蹄によって軌道の傷みが発生したり、馬が伝染病に罹患したり、馬の飼料代が高騰するなどの要因もあり、経営的には苦しい状態が続いた。

### 電気鉄道への転換

#### 電気鉄道について調査

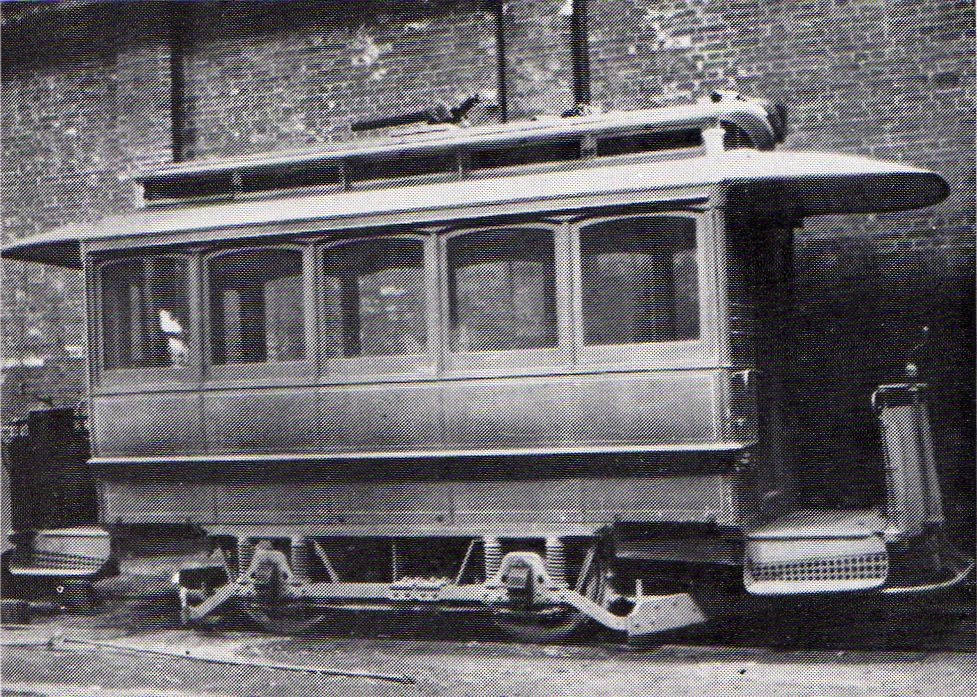
東京電燈のスプレーグ式電車

折りしも、1890年5月に上野公園において第3回内国勧業博覧会が開催され、そこでは東京電燈がアメリカからスプレーグ式電車を輸入し、実際に展示運転を行なっていた。これは日本で初めての電車であった。
前述の通り、小田原馬車鉄道は苦しい経営を余儀なくされており、何か大きな改革によってこの状況を打破することが必要と考えていた。そのような状況下でこの催しを知った社長の田島は、馬車鉄道から電気鉄道への転換が可能かどうかを模索するため、重役会で電車の視察について賛同を得た上で、この電車の視察に博覧会会場へ赴いた。東京電燈の技師長であった藤岡市助はこの視察を喜び、日本国外における電気鉄道の実情や運転方法について説明し、藤岡自身が設計した発電所まで案内した。さらに藤岡は「箱根の地形は水力発電に向いている」とも付け加えた。
博覧会で実際に電車を見た田島は、「次の乗り物は電車」と確信し、早速同年10月の株主総会で電気鉄道への変更を提案したが、時期尚早として見送りとなってしまった。当時、小田原や箱根には、どこにも電灯は設置されていなかったのである。しかし、資金調達の手段については討議され、増資の資金募集を行い、無理な場合は会社の財産や経営権を売却することで電化工事に充てようという方針が定められた。
翌1891年には、当時逓信次官であった前島密に意見を求めたが、前島の反応は「電気鉄道に転換すれば十分に利益が上がるだろう」と好意的で、ちょうど欧米の電化事情を視察して帰国したばかりだった逓信省職員の五十嵐秀助を現地に派遣した。五十嵐は現地を視察の上、「水力発電が得やすく、電気鉄道としては天与の好位置」と報告した。1893年6月には東京電燈の藤岡に対して電気鉄道全般について指導を依頼、同年9月には琵琶湖疎水と蹴上発電所の建設に携わった田辺朔郎と武永常太郎に対して実地測量を依頼した。この実地測量の結果、発電所からの電力によって、電車の運行だけではなく電力供給事業まで行うことが可能であると判明した。この結果を元に、同年10月には電気鉄道への転換が株主総会で決議され、同年10月12日に神奈川県に対して電気鉄道への変更を出願した。1894年8月には、神奈川県から「道路を会社側で拡幅した上で、新設した軌道敷を国に献上する願書を提出すれば、電気鉄道への変更は軌道条例によって許可する」との内示が出た。しかし、まだ資金調達の目途が立っていない現状であったため、この時点では会社側では様子を見るしかなかった。

#### 資金調達のため経営権を譲渡
1895年2月1日には、日本で初の営業用電車の運行を行なう電気鉄道として京都電気鉄道が開業し、小田原馬車鉄道では社長以下の重役が視察を行なった。この視察により、電気鉄道への転換への意欲はさらに高まったが、電化に必要となる資金の調達は未解決のままであった。そこで、東京馬車鉄道と協議の上、「1300株ほど発行されていた小田原馬車鉄道の株式のうち、1000株以上を東京馬車鉄道に譲渡し、その代わりに電化に必要な資金は東京馬車鉄道が負担する」という約束がまとまった。これによって、会社の経営権は東京馬車鉄道へ譲渡された。これは「名を捨てて実をとる」行動、つまり会社自体を売ってでも電化を実現しようとしたのである。

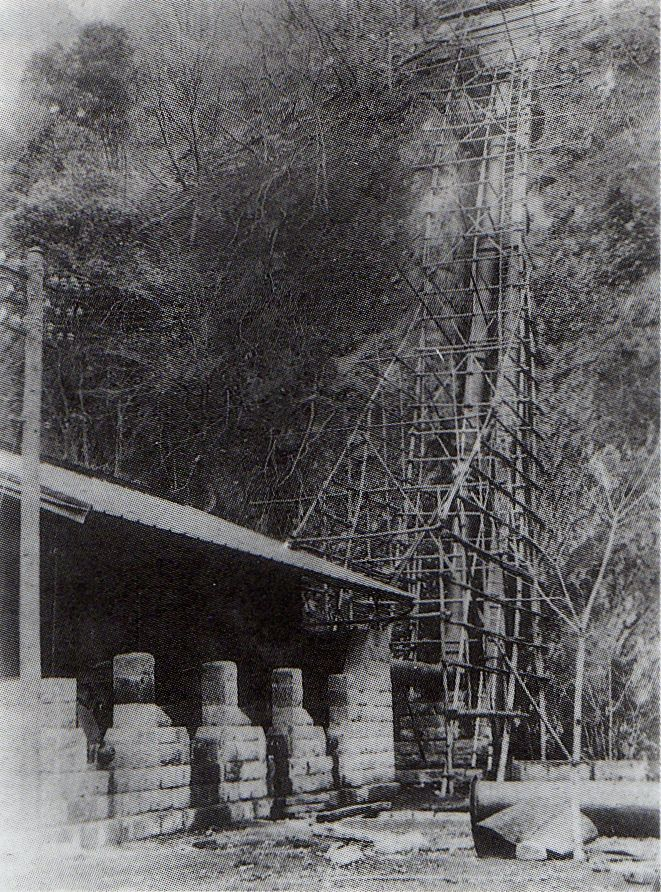
建設中の湯本茶屋発電所

この頃、東京馬車鉄道においても電気鉄道への変更を目論んでいた。しかし、狭い道路での電気鉄道の運行が危険と考えられたことや、1891年に仮の国会議事堂が漏電により焼失していたことから「電気は怖い」という風潮が広まっていたこともあって、認可されていなかった。そこへ小田原馬車鉄道からの経営権譲渡の話があり、東京馬車鉄道では「まず箱根で実績を積むことで認可を得よう」と考えたのである。これによって、社長には東京馬車鉄道の取締役であった中野武営が就任し、東京馬車鉄道社長の牟田口元学と東京電燈の藤岡が取締役に就任したが、初代社長の吉田と2代目社長の田島も取締役として留任している。
なお、日清戦争終結後の好景気により、1896年から馬車鉄道の利用者は増加に転じ、同年の利用者数は前年比43パーセント増となった。
資金調達の目途も立ち、1896年7月には電気鉄道の敷設許可も得られたことから、同年10月には社名を小田原電気鉄道に変更した。このときに資本金も70万円に増資されたが、出資者の顔ぶれの中には東京電燈社長の神戸挙一のほか、関西鉄道社長の前島密、日本郵船社長の近藤廉平、木曽川電力と天竜川電力社長の福澤桃介、後に東武鉄道の社長となる根津嘉一郎 (初代) の名前が見られるが、これらは当時「有力な鉄道」として評価されたものとみられている。まず電力を供給するための設備として1898年に湯本茶屋発電所の建設が開始され、続いて1899年2月からは軌道の電化工事が開始された。橋梁の改修や架け替え、軌道敷設工事なども進められ、1900年2月に発電所が竣工し、1900年3月には全ての工事が完了した。

### 電化開業
| 1900年4月3日に行われた開業式 |  | 酒匂橋を渡る電車 |
| 1900年4月3日に行われた開業式 |  | 酒匂橋を渡る電車 |

こうして、馬車鉄道は1900年3月20日限りで廃止となり、翌3月21日からは全線で電車の運転が開始された。これは日本では4番目の電気鉄道で、馬車鉄道からの電化は日本では初めての事例である。
電化によって、利用者数の大幅な増加がみられた。馬車鉄道末期の同年3月20日までの利用者数は、前年同時期と比較して1万1500人減少しているのに対し、電化後の2か月だけで1万7000人もの利用者増となった。さらに、同年の6月からの半年間では4万人以上の利用者増をみており、電化したことは大成功であったといわれている。
また、不要になった馬や馬車、レールなどは全て東京馬車鉄道が買い取ったが、特にレールは予想していた価格よりも高く売れたことも、会社経営上では有利に作用した。なお、1901年には東京馬車鉄道は小田原電気鉄道の経営一切から身を引いているが、その後東京電車鉄道として開業する際には、乗務員の実習を小田原電気鉄道に依頼していた。
もっとも、電化後の経営は必ずしも順調ではなかった。1901年10月には電車の乗務員たちが労働条件改善を会社側に要求したが回答がなかったため、同年11月25日から2日間にわたるストライキを行なった。これは日本の電気鉄道では初のストライキといわれている。また、1904年には国府津と湯本に乗合馬車の事業者として古郡馬車が参入し、資金力にものをいわせた経営方針により、電車より低い運賃で集客を図ったのである。しかし、時の流れにより、乗合馬車は衰退していったとされている。
また、酒匂川や早川が毎年のように氾濫して被害を与えていた。特に、1902年9月に発生した小田原大海嘯では線路が埋没したほか、1910年8月の早川の洪水では風祭と湯本の間の軌道が流失してしまった。こうした水禍から逃れるには、「路線そのものを変える以外に方法はない」という結論に達したことから、1911年6月には風祭と湯本の間の軌道変更計画が立案され、1913年8月に山側へ軌道が移設された。

### 登山電車計画

#### 外部からの進言により着手
電車の盛況を見た温泉村からは、1900年5月23日付けで「路線を当村まで延長して欲しい」との要請があった。この当時、既に箱根遊覧鉄道から湯本と気賀を結ぶ鉄道路線の免許が存在したため、まず小田原電気鉄道では湯本と宮城野を結ぶ路線延長を出願した。同年9月8日付の『横浜貿易新報』において「箱根遊覧鉄道は解散した上で、小田原電気鉄道が創立費用を負担することにまとまった」と報じられているが、この延長計画は同年9月17日の臨時株主総会で否決されてしまった。
1907年、スイスにおける登山鉄道の実況を視察した者から「スイスを範として、箱根に登山鉄道を建設すべき」という手紙が小田原電気鉄道に対して送られてきたことがきっかけで、再び登山電車の建設計画が具体化した。実業家の益田孝や井上馨などが資本家階級の社交クラブ「交詢社」において、日本の発展策の一案として「海外からの観光客を誘致するために箱根山に登山鉄道を延長する」という内容で話し合い、この事業を小田原電気鉄道に勧告した。これを受けて、1910年1月の臨時株主総会において、湯本から強羅へ路線を延長すること、そのために資本金を220万円に増額することを決定した。
同年4月には路線延長を総理大臣・内務大臣に出願し、さらに翌月には強羅から仙石原を経て、東海道本線（当時）の佐野駅（当時）への延伸計画を追加した。この当時、小田原電気鉄道のほかには駿豆電気鉄道など4社が箱根に登山電車を走らせる計画を出願しており、競願となっていた。しかし、小田原電気鉄道は益田や井上などの後援がある上、益田の義兄弟の山縣有朋が長州藩出身で、当時神奈川県知事の周布公平も長州藩出身であった。しかも、出願されていた路線はいずれも小田原電気鉄道の延長という形態であった。結局、1911年3月1日に小田原電気鉄道に登山鉄道建設の免許が交付されることになった。
1912年には下強羅と上強羅を結ぶ鋼索鉄道（ケーブルカー）の敷設免許を申請し、同年中に免許が下りている。また、1913年2月22日には、山王松原（2012年時点での小田原市山王）と松田を結ぶ鉄道の敷設を申請しているが、許可には至っていない。

#### 計画変更・着工
当初の免許では、須雲川の右岸を遡り、須雲川集落から北上して大平台へ抜け、宮ノ下を経由して強羅に行くルートであった。しかし、前述のように水害に対応するために風祭と湯本の間の軌道を変更することになったため、登山鉄道のルートも再検討することとなり、1911年5月には最急の勾配が125‰（パーミル）のアプト式鉄道とする計画に変更された。しかし、これは当時既に最急勾配が66.7‰のアプト式鉄道として開通していた信越本線の横川駅と軽井沢駅の間（碓氷峠）よりも急な勾配であることから、社内で不安の声が上がった上、自然と景観を破壊する恐れがあるという理由により、再度検討することになり、1912年7月に主任技師長の半田貢をヨーロッパに派遣した。約半年間にわたる視察を終えて半田は帰国し、その視察の報告を受け、最急勾配80‰の粘着式鉄道として登山鉄道を建設することになり、1913年3月に計画・設計の変更を鉄道院に提出した。この計画・設計の変更は同年6月に認められているが、建設工事は半田の帰国を待たずに1912年11月に一部が開始されている。
こうして、登山鉄道の建設は開始されたものの、建設費は計画当初と比較すると大幅に上回ることになり、資金調達に苦慮することになった。1910年にも資本金の増額が決議されていたが、その後1914年には社債の発行を行うことで建設資金を確保、さらに1918年には資本金を110万円増額、1922年にはさらに資本金を330万円増額することになり、建設が終わる頃には小田原電気鉄道の資本金は660万円と、建設当初の3倍にもなっていた。これらの資金調達に応じたのは、東京の資本家が中心であったが、これは多数の財界人と交流を持っていた益田の存在が大きかったとみられている。
| 建設中の箱根湯本駅 |  | 建設中の早川橋梁 |  | 建設中の出山信号場 |
| 建設中の箱根湯本駅 |  | 建設中の早川橋梁 |  | 建設中の出山信号場 |

さらに、第一次世界大戦の影響で輸入予定だった建設資材の未着や遅れが発生したことに加え、温泉脈に影響を与えないための路線変更もあり、工事は大幅に遅れた。工事そのものも難工事で、もっとも難航を極めたのは早川橋梁の架設工事であったとされている。車両についても、当初はスイスから輸入する予定であったが第一次世界大戦の影響で実現せず、主要機器がアメリカ製の車両を購入することになった。
発電所については、新たに三枚橋発電所を建設したが、こちらは1918年11月に完成し、代わりに湯本茶屋発電所は廃止された。
すべての工事が終わったのは1919年5月24日で、着工から7年以上が経過していた。

#### 強羅の開発と自動車事業
| 開園当初の強羅公園 |  | 創業当初の富士屋自働車 |
| 開園当初の強羅公園 |  | 創業当初の富士屋自働車 |

登山電車の建設を進める一方、鉄道以外の事業にも着手した。
小田原電気鉄道では1911年に強羅の土地を取得、これを旅館や別荘地に適するように造成して販売を行った。続いて、登山鉄道やケーブルカーの敷設計画と並行する強羅地区の総合開発の一環として、先に分譲した地区の中央部に公園を開設することになり、1914年に強羅公園として開設した。さらに、強羅に旅館「一福」を建設、1921年から営業を開始した。
一方、1913年3月1日からは貸自動車業の営業を開始した。これは、1912年に箱根自動車が貸自動車業の営業を開始したことがきっかけとなったもので、5台の自動車によって事業を開始した。ところが、この貸自動車業に関連するトラブルが同年夏に発生したのを機に、富士屋ホテルの取締役の山口正造も1914年から富士屋自働車を設立して貸自動車業に参入してきた。しかし、当時の小田原電気鉄道は登山鉄道の建設に注力していたため、この時点では富士屋自働車との競合はあまり問題にならなかった。これらの貸自動車業は、運行当初は人力車夫や駕籠かきから反発を買い、路上にガラス片をまかれたり投石されたこともあった。
そのような状況下、富士屋自働車では1915年8月には国府津駅と箱根地区を結ぶ乗合自動車の、1917年6月には小田原と熱海を結ぶ乗合自動車の運行許可を得て、乗合自動車の運行準備を進めていた。

### 登山電車の運行開始

#### 苦しい経営
| 運行開始当初の登山電車 |  | 運行開始当初の鋼索線 |
| 運行開始当初の登山電車 |  | 運行開始当初の鋼索線 |

1919年6月1日、小田原電気鉄道の延長線となる鉄道線（登山電車）の運行が開始された。しかし、この日からは富士屋自働車の乗合自動車の運行も開始された。登山電車と乗合自動車が同時に開業したのでは、人力車夫や駕籠かきも大きな抵抗はできず、やがて姿を消してゆくことになった。1921年7月25日からは、小田原電気鉄道でも小涌谷と箱根町を結ぶ乗合自動車の運行を開始し、富士屋自働車に対する対抗策としたが、小田原電気鉄道と富士屋自働車の乗客争奪は激しいもので、1922年12月3日には両社の社員同士による乱闘事件まで発生した。
登山電車の開業後の1921年、既に免許を得ていた下強羅から上強羅を結ぶ鋼索線（ケーブルカー）の建設に着手した。鋼索線は軌条・車両・巻上げ装置はすべてスイス製のものを使用し、同年12月1日に開業した。これは日本においては1918年に開業した生駒鋼索鉄道に続く2番目の鋼索鉄道である。
なお、1920年10月21日にはのちに東海道本線の新線となる熱海線が国府津から小田原までの区間で開業することに伴い、軌道線については小田原駅前と小田原町役場前を結ぶ区間を建設し、熱海線の開業と同日から運行を開始した。これに伴い、国府津から小田原までの軌道線については同年12月6日に廃止された。
しかし、当初の登山電車は山を登るときにだけ利用され、下りは歩いて湯本まで出る利用者も多かった。さらに、建設費を賄うための借入金の返済は経営上重荷となり、借入金の利子は当時の小田原電気鉄道の支出の4割近くを占めており、毎年赤字を計上している有様であった。そのような状況下で経営破綻を回避できたのは、1913年から軽便鉄道補助法により支給されていた補助金があったからであるとされている。
1920年には二ノ平から分岐して元箱根に至る電気鉄道の路線、強羅から水戸野（2012年時点での箱根町宮城野）と湖尻・元箱根を経由して箱根町に至る路線、水戸野から御殿場に至る路線、湖尻から芦ノ湖の湖西を経由して箱根町に至る路線、さらに1922年には三島と箱根町を結ぶ路線の敷設を出願しているが、いずれも実現に至っていない。

#### 連続する災難
苦しい経営が続いている小田原電気鉄道に追い討ちをかけるように、災難が連続した。
1923年2月1日深夜には小田原市内の本社社屋が全焼する事態が発生、電気鉄道になってからの資料などが焼失してしまった。
| 震災により脱線転覆した電車 |  | 震災により倒壊した軌道線小田原駅 |
| 震災により脱線転覆した電車 |  | 震災により倒壊した軌道線小田原駅 |

その後は仮社屋で業務を行なっていたが、同年9月1日には関東大震災が発生し、建造物はほとんどが倒壊し、軌道も歪曲や埋没などで破壊されるなど、軌道線・鉄道線・電力事業ともに甚大な被害を蒙り、「再起不能なり」とまで報道される惨状であった。この地震での被害総額は、当時の金額で約150万円にも上った。翌年から復旧工事が開始され、1924年7月9日には軌道線が全線で運行を再開、同年12月24日には登山電車も運行を再開、ケーブルカーも翌1925年3月に復旧した。なお、この復旧を機に、軌道線の軌間を1,372 mmから1,435 mmに変更しているが、これは焼失した路面電車の代わりに登山電車を軌道線に走らせるという意図もあった。
さらに、震災の被害から復帰した後の1926年1月16日には、小涌谷を発車した電車が速度制御を失い脱線転覆するという事故が発生した。
短期間に3度もの災難が襲った格好となり、これら一連の事件や事故の被害総額は当時の金額にして300万円にも上るものとなり、創立以来最大の経営危機に陥った。

### 日本電力傘下へ

#### 合併の後再分離
折りしも、1919年に設立され、関西地方を基盤とした電力会社である日本電力は関東への進出の機会をうかがっていたが、小田原電気鉄道が資金調達に腐心していたことに着目した。日本電力副社長の池尾芳蔵と同じ滋賀県出身である堤康次郎の仲介により、数度にわたる交渉の末、1928年1月20日付で小田原電気鉄道は日本電力に吸収合併され、日本電力小田原営業所となった。各事業はそのまま継承された。合併後、日本電力によって送電線や事務所の建物など、目につく場所には日本電力の広告看板が掲出されたという。
しかし、日本電力が小田原電気鉄道を吸収合併したのは電力設備が目当てであった。これを裏付けるように「儲かる方の電灯事業を親会社が抱き込んで、儲からない電車部を切り離し」という当時の関係者の発言が残っている。事実、合併後わずか2か月後の同年3月29日には新会社設立の発起人会議が行われている。同年8月13日に日本電力が全額出資し、電力事業以外の全ての事業を継承した箱根登山鉄道として分離され、社長には池尾芳蔵が就任した。

#### 小田原から強羅まで直通運転

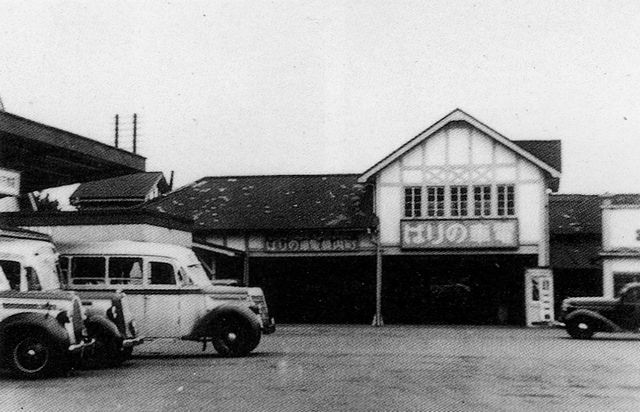
軌道線の小田原駅。左側が国鉄小田原駅で、駅前にバス乗り場が設けられていた

新会社として再出発した箱根登山鉄道が最初に打ち出したのは、 小田原から強羅まで登山電車を直通運転することであった。
この構想は、関東大震災の直後には既に打ち出されていたが、その当時の小田原電気鉄道の経営状態では実現不可能であった。その一方、不況下であるにもかかわらず、1928年ごろからは各地から箱根への観光客を輸送する貸切バスが増加していた。これは登山電車の収入減少につながるものであった。
さらに、地元小田原では、富士屋自働車との乗客争奪が続いていた。軌道線の小田原駅は国鉄の小田原駅前に位置していたが、駅前には富士屋自働車の乗り場も設けられていた。そのため、富士屋自働車は「乗り換えなしで箱根へ」と、一方の箱根登山鉄道は「電車の方が静かで安い」と、観光客を自社へ誘導するべく客引きを行っていた。時には社員同士が殴り合いを始める有様だった。
こうした状況の解決策や、将来の発展を考慮して、登山電車の直通運転計画が取り組まれるようになった。
折りしも、1927年4月1日からは新宿を起点とする小田原急行鉄道（小田急）が小田原まで開通していた。これを受けて、箱根登山鉄道では小田原駅構内への乗り入れを申請、1930年には小田原駅での連絡について小田急と協定を結んだ。
| 建設中の小峰隧道 |  | 板橋陸橋での試運転 |
| 建設中の小峰隧道 |  | 板橋陸橋での試運転 |

工事については、まず1931年11月から風祭と箱根湯本を結ぶ区間の改修工事を行い、小田原駅への乗り入れが認められた1934年からは小田原と風祭を結ぶ区間の工事にも着手した。また、これと並行して、直通運転の開始後に予想される乗客増に対応すべく、2両編成での運転についても検討が進められることになった。
1935年9月21日にすべての工事が完了、2両編成での運行を行なうための連結器についても開発が終了した。それを受けて、同年10月1日に鉄道線が小田原まで延長され、同日より小田原と強羅の間における登山電車の直通運転が開始された。これに伴い、軌道線の箱根板橋と箱根湯本の間は前日の9月30日限りで営業を終了した。
なお、これより少し遡る1932年には京阪電気鉄道の社長であった太田光凞の仲介により両社のバス事業を統合することになっており、1933年1月に箱根登山鉄道のバス事業全てが富士屋自働車に譲渡され、富士屋自働車は社名を富士箱根自動車に変更した。これによって、小田原での箱根登山鉄道と富士屋自働車との乗客争奪は終結している。また、1938年には日本電力の子会社であった箱根観光によって「強羅ホテル」が完成し、同年7月21日から営業を開始した。

#### 戦時体制下
1937年に日華事変が勃発してから戦時色が強くなるに従い、箱根登山鉄道も変革を余儀なくされることになった。
電力国家管理法の成立によって電力は国が管理することになり、日本電力はその基幹事業を失うことになった。そこで、日本電力は箱根登山鉄道と富士箱根自動車を他社へ譲渡する意向を示した。これに反応したのが五島慶太で、やはり日本電力の子会社であった箱根観光とともに五島によって買収されることになり、1942年5月30日付で五島が社長に就任した。
さらに、1942年に強制統合の通牒が出た後には富士箱根自動車と足柄自動車との3社統合が推進され、1944年7月31日付で富士箱根自動車と足柄自動車は箱根登山鉄道に合併となった。ケーブルカーは「不要不急線」と扱われたため1944年2月10日限りで運行を休止し、軌道線についても空襲の被害を受けた川崎市電に車両を回すため、1945年1月10日付で運行を休止した。バス事業においても、観光路線は次々と運休になった。

### 戦後の展開

#### 小田急の乗り入れと軌道線の廃止
1945年の終戦後、まず軌道線が同年9月12日に運行を再開したが、軌道線用の車両が3両しか残っておらず、この時点では平常通りの運行には至らなかった。1946年には本社を小田原市緑町に移転した。一方、戦時統合により巨大な鉄道事業者となっていた東急からは、1948年6月1日に小田急電鉄（小田急）・京浜急行電鉄・京王帝都電鉄が分離したが、元来小田急電鉄が運行していた井の頭線は京王の所属となり、もともと東急の傘下にあった神奈川中央乗合自動車（当時）と箱根登山鉄道が小田急の傘下に入ることになった。戦前の小田急は鬼怒川水力電気の傘下にあり、首都圏の電力供給で競合する日本電力系の箱根登山鉄道とは僅かに連絡運輸を行うのみで関係は薄かった。この箱根登山鉄道の小田急傘下入りにより、小田急の箱根における基盤が確立された。
1948年9月にはアイオン台風により鉄道線は大きな被害を受け、復旧は1949年7月6日にずれ込んだ。その後、鉄道線の箱根湯本駅まで小田急の電車を乗り入れさせることになり、1950年8月1日から小田急の電車が箱根湯本駅まで直通運転するようになった。しかし、この結果、鉄道線は小田原駅から箱根湯本駅までの架線電圧が直流1,500 Vとなり、それまで直接鉄道線から直流600 Vの給電を受けていた軌道線は昇圧ができず、止むを得ず箱根湯本から送電線を設けることになったが、これは施設維持の負担や経費面から問題となった。さらに、国道1号の交通量が増加したことに伴い、神奈川県は国道1号の改修工事を行なうことを決定、小田原市を通じて箱根登山鉄道に軌道線の廃止を打診した。箱根登山鉄道側は廃止に消極的であったが、最終的に神奈川県が9000万円、小田原市が300万円の補償金を箱根登山鉄道に支払うことで合意、1956年5月31日限りで軌道線は廃止された。

#### 箱根山戦争と事業拡大
これより少し遡る1947年9月、箱根で路線バスと専用自動車道を運営していた駿豆鉄道では、小田原と小涌谷を結ぶ区間に路線バスの運行免許申請を行った。傘下にあった大雄山鉄道（当時）との一貫輸送を図ったものであったが、当時まだ東急の傘下だった箱根登山鉄道は、自社防衛の見地から反対の立場をとった。しかし、当時の箱根登山鉄道はケーブルカーの運行再開に全力を挙げており、ただちに自社バスの増強を図ることは難しかった上、地元からも「独占はよくない」という声も上がっていたこともあり、1949年12月には駿豆鉄道の路線バス運行については条件付で認可された。これに対応して、小田急の傘下に入った直後の箱根登山鉄道では早雲山から大涌谷を経由して湖尻に至る路線バス運行の免許申請を行なったが、これは逆に駿豆鉄道から反対を受けた。最終的には、1950年3月に両社の協定により、駿豆鉄道は途中停留所と運行回数の制限を、登山バスは1年ごとの有料道路利用契約の更新をそれぞれ条件とした上で、小田原へは駿豆鉄道バスが乗り入れ、代わりに登山バスが初めて芦ノ湖北岸へ乗り入れることになった。
箱根登山鉄道はこれに続いて、1950年3月に芦ノ湖への湖上交通に着手するために、箱根町や仙石原で西武グループに敵対の立場を取っていた有力者と共同で船舶会社（箱根観光船）を設立した。当初の箱根観光船は小型遊覧船のみを保有する小規模な事業者であったが、1954年には芦ノ湖一周航路の免許を取得、さらに1956年には大型の遊覧船を就航させた。駿豆鉄道側ではこれに対して、1956年3月に「有料道路通行契約が満了すると共に契約を破棄する」と通告し、契約満了後の同年7月以降には有料道路に遮断機を設けて登山バスの通行を阻止した。これは箱根観光船の大型船導入に対する報復で、後に箱根山戦争として広く知られ、獅子文六の小説「箱根山」の題材にもなった西武グループと小田急グループの対立の始まりでもあった。
その後、互いに訴訟を起こして争う一方で、小田急側では1959年に箱根ロープウェイを開通させたことにより、小田急グループのみで芦ノ湖北岸へ到達できるようになった。また、1961年に有料道路を神奈川県が買い上げた上で一般道路として開放したことで、抗争は事実上終結した。西武グループの総帥であった堤康次郎が1964年に死去したこともあり、数多くあった訴訟案件の決着がついた1968年には西武と小田急のトップが友好的な協定に調印したことから、以後両社は共存してゆくことになる。
これらの紛争の前後にも、事業展開は進められた。自動車事業においては、1950年には貸切バス事業を再開、同年には東京から箱根や熱海へ直通する路線バスの運行を開始したほか、1952年には山中湖への路線が開設され、1958年には定期観光バスの運行を開始している。また、関連事業においては1957年から強羅公園の再整備に着手し、1958年には強羅地区での温泉造成工事も開始、1959年9月には箱根登山デパートが完成し営業を開始した。戦後中断されていた宅地分譲も1964年から再開され、同年12月には「強羅国際スケートリンク」を開業した。

#### モータリゼーションの影響
1970年代に入ると、東名高速道路や小田原厚木道路の開通など、道路網の整備が進められることになった。これは箱根を訪れる観光客の増加を促進したが、その一方でモータリゼーションの進展に伴い、路線バスの走行環境は悪化した。観光客を乗せたマイカーが特定の道路に集中することによる渋滞で登山バスの定時性が損なわれ、バス利用者の減少を招いた。
しかし、この渋滞によってマイカーも身動きが取れない状況となり、それに伴って時間の正確な登山電車は見直されることにもつながった。輸送力増強のため、1980年には小田急乗り入れ車両の大型化が計画され、1982年7月から小田急の大型車両が箱根湯本まで乗り入れるようになった。

#### レーティッシュ鉄道との姉妹鉄道提携
| 姉妹鉄道提携にちなんで「箱根登山電車」と大書されたレーティッシュ鉄道Ge4/4II形 |  | 姉妹鉄道提携にちなんで「ベルニナ号」と命名された1000形 |
| 姉妹鉄道提携にちなんで「箱根登山電車」と大書されたレーティッシュ鉄道Ge4/4II形 |  | 姉妹鉄道提携にちなんで「ベルニナ号」と命名された1000形 |

1978年に開業90周年を迎えた箱根登山鉄道は、記念行事の一環として、1979年6月1日にスイス政府観光局の協力を得て、レーティッシュ鉄道との姉妹鉄道提携を結んだ。これは鉄道線の開業時にスイスのベルニナ鉄道（その後のレーティッシュ鉄道ベルニナ線）を参考にした事が縁になったもので、強羅公園内と強羅駅構内にはクリスマスツリーに使用されるドイツトウヒの記念植樹が行われた。1981年には45年ぶりの新型車両として1000形電車が導入され、「ベルニナ号」と命名された。
1982年には、姉妹鉄道提携3周年を記念して、レーティッシュ鉄道からカウベルが贈られた。これに対する返礼を箱根登山鉄道からレーティッシュ鉄道に打診すると、日本人観光客が増加しているため日本語の駅名板という要望があったため、姉妹鉄道提携5周年記念として1984年6月、サンモリッツ、アルプ・グリュム、ティラノの3駅の駅名板がレーティッシュ鉄道へ贈られた。
| 姉妹鉄道提携3周年記念にレーティッシュ鉄道から贈られたカウベル |  | 姉妹鉄道提携にちなんで「サン・モリッツ号」と命名された2000形 |
| 姉妹鉄道提携3周年記念にレーティッシュ鉄道から贈られたカウベル |  | 姉妹鉄道提携にちなんで「サン・モリッツ号」と命名された2000形 |

また、1986年には箱根が富士箱根伊豆国立公園に指定されてから50周年となるため、記念行事を検討した折、サンモリッツ観光局がプロモーション目的で来日することになったため、姉妹鉄道提携7周年記念として「サンモリッツとの友好の集い」が開催された。1989年には箱根登山鉄道では初の冷房付電車となる2000形が導入されたが、スイス政府観光局とサンモリッツ観光局の協力を得て、2000形は「サン・モリッツ号」と命名された。
その後も鉄道線を利用する観光客は増加し、1991年には年間輸送人員が1千万人を超えた。輸送力増強のため、鉄道線の列車を最大3両編成にすることが決定、1993年7月から鉄道線では3両編成での運行が開始された。また、ケーブルカーについても1995年に2両編成化が実施された。一方、関連事業の「強羅国際スケートリンク」は利用者の減少により1988年3月に廃止となった。

### 21世紀に入ってからの展開

#### 小田急グループ傘下での事業再編
しかし、その後箱根を訪れる観光客数は、バブル崩壊もあって1991年の年間2200万人をピークに減少傾向となり、2003年にはピーク時と比較して15%ほどの減少となっていた。こうした状況下、箱根の交通ネットワークの改善に着手し、同時に高コスト構造の是正を図った。
既に1998年には沼津地区の路線バスが沼津箱根登山自動車として分社化されていたが、沼津地区の路線は2002年10月に全て沼津東海バスに譲渡され、沼津東海バスは沼津登山東海バスと改称された。また、熱海地区の路線は伊豆東海バスに統合された。残った箱根登山鉄道のバス部門は沼津箱根登山自動車に譲渡の上、沼津箱根登山自動車は箱根登山バスへ社名変更された。また、貸切バス事業については1996年に一部が箱根登山観光バスに移管されていたが、過当競争によって業績が低迷していたことから、2002年に箱根登山観光バスは事業廃止とした。
さらに、2003年8月には箱根登山鉄道は小田急との株式交換により上場廃止となり、箱根登山鉄道は小田急の完全子会社となった。さらに同年9月には箱根登山鉄道は事業持株会社化され、同年10月には箱根登山鉄道の事業部門として新会社を設立、同時にそれまでの箱根登山鉄道は小田急箱根ホールディングスに商号変更した上で純粋持株会社となった。
鉄道線においては、既に2000年12月2日より小田原駅と箱根湯本駅の間においては日中は小田急の車両のみの運行となっていたが、2006年3月18日からは同区間の旅客列車をすべて小田急の車両に置き換えた。また、2002年には電車とバスに共通のプリペイドカードとして「とざんカード」を導入したが、2005年度にはICカード化の流れで「とざんカード」の販売は中止された。
一方、2003年12月には小田急グループと西武グループが箱根において業務提携をすることが発表された。この提携後、2004年度には一部で異なっていたバス停留所名も箱根登山バスと伊豆箱根バスで統一されたほか、2009年には小田急・箱根登山鉄道・西武鉄道がスルッとKANSAI協議会と提携して資材の共同購入を開始した。

### 年表
- 1887年（明治20年）11月20日 国府津 - 湯本間の馬車鉄道敷設の請願書を神奈川県に提出[14]。
- 1888年（明治21年）
  - 2月21日 馬車鉄道敷設特許を取得。小田原馬車鉄道設立[39]。
  - 10月1日 国府津駅 - 小田原駅 - 湯本駅（現：箱根湯本駅）間開業[22]。
- 1896年（明治29年）10月31日 小田原電気鉄道（小田電）に社名変更[39]。
- 1900年（明治33年）3月21日 全線電化[39]。
- 1919年（大正8年）6月1日 鉄道線 箱根湯本駅 - 強羅駅間開業[90]。
- 1920年（大正9年）12月6日 小田原市内線 国府津駅 - 小田原駅間廃止[90]。
- 1921年（大正10年）12月1日 鋼索線 下強羅駅（現：強羅） - 上強羅駅（現：早雲山）間開業[90]。
- 1928年（昭和3年）
  - 1月20日 小田原電気鉄道が日本電力と合併し、日本電力小田原営業所となる[65]。
  - 8月13日 （旧）箱根登山鉄道株式会社設立（現在の小田急箱根ホールディングス株式会社）[170]。
  - 8月16日 日本電力が鉄軌道事業を箱根登山鉄道に分離譲渡。
- 1935年（昭和10年）10月1日 鉄道線 小田原駅 - 箱根湯本駅間開業。小田原市内線 箱根板橋駅 - 箱根湯本駅間廃止[121]。
- 1942年（昭和17年）5月30日 五島慶太が社長に就任[121]。
- 1948年（昭和23年）6月1日 大東急の分割によって小田急電鉄の関連会社となる[126]。
- 1949年（昭和24年）11月 東京証券取引所上場。
- 1950年（昭和25年）8月1日 鉄道線 小田原駅 - 箱根湯本駅間に小田急電鉄の列車が乗り入れ開始[129]。
- 1956年（昭和31年）6月1日 小田原市内線 小田原駅 - 箱根板橋駅間が廃止[171]。
- 1972年（昭和47年）9月16日 湯本地内2か所で土砂崩れ。路盤が流出したため運転休止[172]。
- 1979年（昭和54年）6月1日 スイスのレーティッシュ鉄道と姉妹鉄道提携を結ぶ[173]。
- 1982年（昭和57年）7月12日 鉄道線に大型（20メートル車）6両編成乗り入れ開始[152]。
- 2002年（平成14年）4月16日 鉄道・バス共通のプリペイドカード「とざんカード」を導入[164]。
- 2003年（平成15年）
  - 3月19日 鉄道線 小田原駅 - 箱根湯本駅間にパスネットを導入[174]。
  - 7月 東京証券取引所(現在のプライム及びスタンダード)上場廃止。
  - 8月1日 小田急電鉄の完全子会社となる。
- 2004年（平成16年）10月1日 会社再編に伴い、鉄道事業を新設の箱根登山鉄道株式会社（当社）に承継。（旧）箱根登山鉄道株式会社は小田急箱根ホールディングス株式会社に名称変更。
- 2006年（平成18年）
  - 3月18日 鉄道線 小田原駅 - 箱根湯本駅間を終日小田急車で運行[166]。その後、小田原駅 - 入生田駅間の3線軌条を2線軌条化（1,067 mm）。
  - 3月31日 鉄道線での「とざんカード」の発売を中止[164]。
  - 11月30日 鉄道線での「とざんカード」の使用を中止（箱根登山バスでは引き続き利用可能）。
- 2007年（平成19年）3月18日 鉄道線にPASMOを導入[175]。Suicaと相互利用可[175]。
- 2008年（平成20年）3月14日 パスネットの自動改札機での使用を終了。
- 2009年（平成21年）4月1日 スルッとKANSAI協議会と提携。同協議会を通して資材の共同購入を開始[169]。
- 2013年（平成25年）
  - 3月23日 鉄道線で交通系ICカード全国相互利用サービス開始。
  - 各駅・信号場の標高調査を実施[176]。
- 2015年（平成27年）
  - 5月1日 小田急箱根ホールディングス傘下の小田急箱根高速バスを小田急電鉄の完全子会社へ改組[177]。
  - 10月7日 グッドデザイン賞ベスト100に箱根登山鉄道が導入した「アレグラ号」（3000形）が選ばれる。
- 2019年（令和元年）
  - 10月12日 令和元年東日本台風（台風19号）により鉄道線・鋼索線が全線運休。13日に鉄道線の小田原駅 - 箱根湯本駅間[178]、16日に鋼索線[179]が運転を再開するも、鉄道線の箱根湯本駅 - 強羅駅間は道床流出や橋梁流出など、復旧に長期間を要する被害[178]。
  - 10月18日 箱根湯本駅 - 強羅駅間の各駅を結ぶ代行バス（日中は路線バスで対応）の運行を開始する[180]。
  - 10月25日 令和元年東日本台風による温泉供給設備の流出・破損で利用できなくなった強羅・早雲山地区の受湯契約者に対して、11月中旬の供給再開を目指している旨を発表する[181]。
  - 10月26日 代行バスにおいて、箱根湯本駅 - 強羅駅間の直行便を設定、運用を開始する[182]。
  - 11月22日 電車の運転再開見込みを2020年秋頃と発表[183][184]。
- 2020年（令和2年）
  - 2月1日 小田急箱根ホールディングス傘下の箱根登山バスが箱根登山観光バスを吸収合併[185]。
  - 3月26日 電車の運転再開見込みを2020年7月下旬に前倒しすると発表[186]。
  - 5月11日 7月下旬の運転再開に向けて箱根湯本駅 - 大平台駅付近にて通常とは異なり1時間に2本程度で日中に試運転を開始。復旧工事の進行に合わせて順次試運転の区間を拡大。
  - 6月2日 大平台駅付近を越えて宮ノ下駅付近まで試運転の区間を拡大。
  - 6月24日 箱根湯本駅 - 強羅駅間の運転再開を7月23日と発表する[187]。
  - 7月9日 宮ノ下駅 - 強羅駅間の試運転を開始、7月23日の運転再開にむけて箱根湯本駅 - 強羅駅間の全線で試運転を行う。
  - 7月22日 箱根湯本 - 強羅間の箱根登山バスによる振替輸送・列車代行バスの運行が終了。
  - 7月23日 箱根湯本 - 強羅間が約9か月ぶりに運転再開[187][188]。
- 2022年（令和4年）
  - 4月1日 箱根登山鉄道が箱根ロープウエイを吸収合併[189]。
  - 9月1日 小田急箱根ホールディングス傘下の箱根登山ハイヤーの保有株式を日の丸リムジングループのシティオートリース株式会社に譲渡。箱根登山ハイヤーは社名を箱根モビリティサービス株式会社に変更[190][191]。
- 2024年（令和6年）4月1日 小田急箱根ホールディングス、箱根観光船、箱根施設開発の3社を合併。株式会社小田急箱根に商号変更[9]。同時に、箱根観光船の子会社である箱根プレザントを箱根登山トータルサービスが合併、箱根プレザントサービス株式会社に商号変更し、箱根観光船と箱根登山鉄道の売店・飲食事業を同社に移管[9]。

## 事業

### 鉄軌道

#### 現有路線
鉄道線（箱根登山電車）
1919年6月1日に湯本から強羅までの区間で開業。1935年10月1日に小田原まで延長され小田原と強羅の間における直通運転を開始。
 鋼索線（箱根登山ケーブルカー）
1921年12月1日に開業。不要不急路線として1944年2月10日限りで運行を休止、1950年7月1日から運行再開。

#### 廃止路線
小田原市内線
1888年10月1日に開業した馬車鉄道を前身とし、その後1900年3月21日に電化された。その後、国鉄熱海線と重複する区間を1920年12月6日に廃止、さらに鉄道線の延伸で重複する区間を1935年9月30日限りで廃止。残った区間も1956年5月31日限りで廃止。

### 索道
箱根ロープウェイ（早雲山線・桃源台線）
1959年から1960年にかけて開業。2022年4月1日、運営会社の合併により箱根登山鉄道の路線に加わる。

### 航路
箱根海賊船

### バス
1913年3月1日に開業した小田原電気鉄道の貸自動車業と、1914年8月15日に開業した富士屋自働車の貸自動車業を前身とし、1932年に両社が合併して富士箱根自動車となるが、戦時中の交通事業統合の流れの中で1921年創業の足柄自動車とともに1944年に箱根登山鉄道に合併し、同社の自動車部門となった。2002年10月には小田急グループ内での事業再編に伴い分社化された。

### その他
温泉供給事業
1911年から強羅地区への引き湯を行うために温泉業に着手したのが始まり。1958年からは強羅地区で温泉造成にも着手、1988年時点では1日1,600 tの温泉を供給している。
商業施設
1959年、小田原駅東口に「箱根登山デパート」を開設、その後「箱根登山ベルジュ」に変更した後、2013年に閉鎖・解体。2015年11月に新商業施設が完成し「トザンイースト」と名付けて営業している。かつてはホームセンター「ビーバートザン」も経営していた。
不動産事業
直営で不動産業を営み、「箱根登山スカイラークビル」などの賃貸事業などを行っている。

## 小田急箱根ホールディングス時代の連結子会社
2024年の合併直前の時点で、以下の6社が小田急箱根ホールディングスの連結子会社となっていた。
- 箱根登山鉄道株式会社
- 箱根登山バス株式会社
- 箱根観光船株式会社
  - 箱根プレザント株式会社
- 箱根施設開発株式会社
- 箱根登山トータルサービス株式会社

### 過去の連結子会社
- 小田急箱根高速バス株式会社（小田急電鉄に親会社が異動）
- 箱根登山観光バス株式会社（箱根登山バスに吸収）
- 箱根ロープウェイ株式会社（箱根登山鉄道に吸収）
- 箱根登山ハイヤー株式会社（日の丸リムジングループに譲渡され、箱根モビリティサービス株式会社に社名変更）

## 共通ロゴ

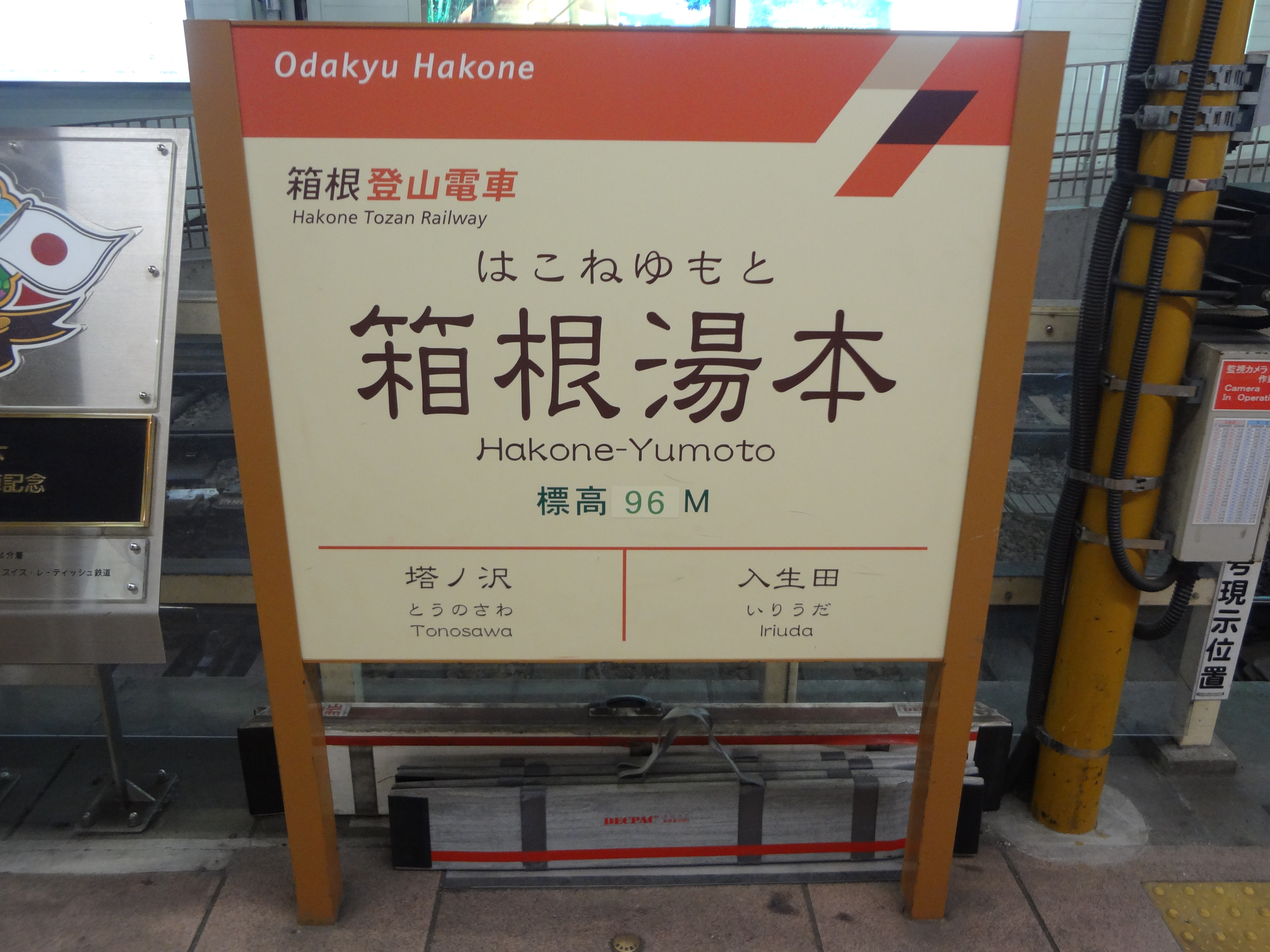
駅名標
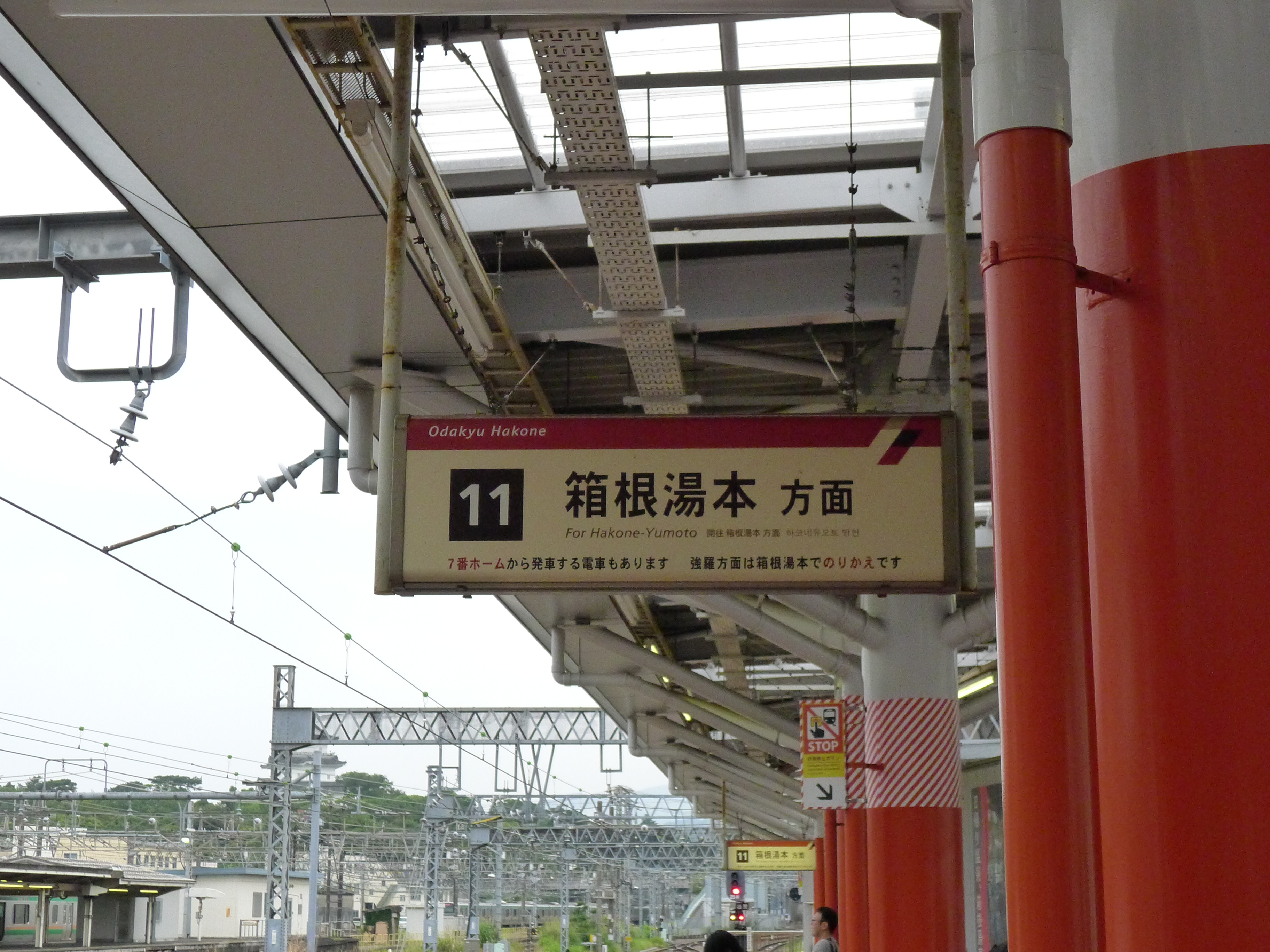
駅の番線標
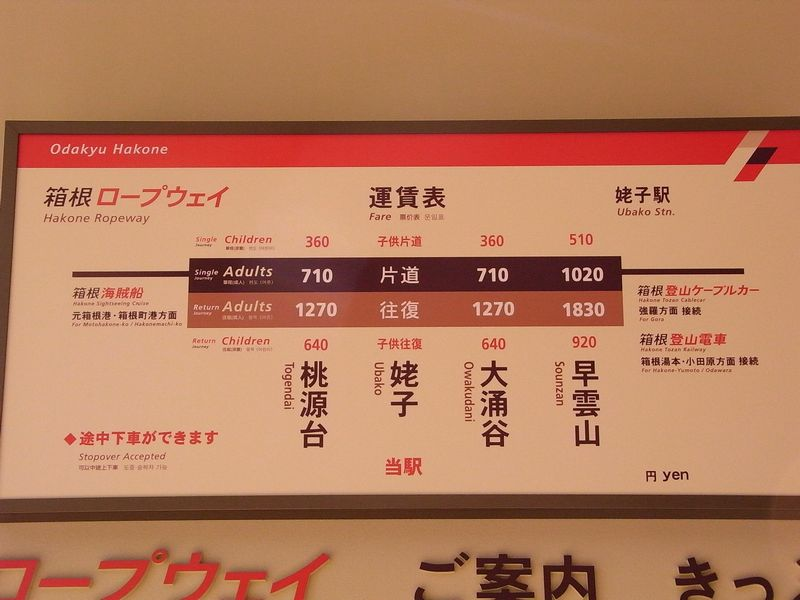
駅の運賃表
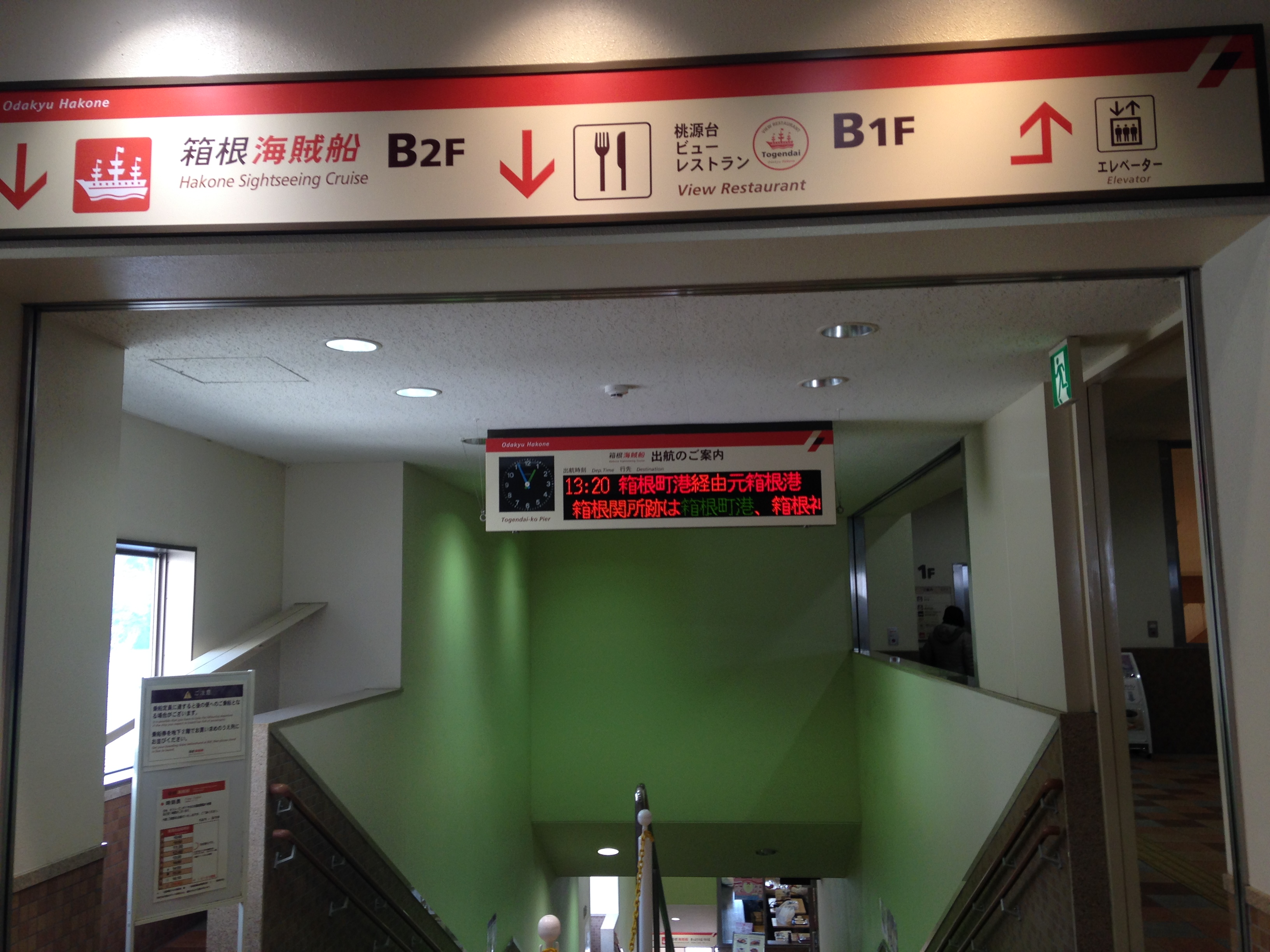
旅客ターミナルの誘導系案内標識

小田急箱根および箱根登山バスでは、アクセントカラーが赤系となっている統一ロゴ「Odakyu Hakone」（小田急箱根）を駅名標等のサイン（案内標識）で共通使用する。個別部分のロゴでは鉄道事業者名ではなく、「箱根登山電車」などと乗り物別にしたロゴを使用し、顧客本位のブランディングを行っているのも強い特徴である。青系の小田急グループロゴとは異なるが、小田急ロマンスカーの伝統的な色合いにも近く、古くから小田急グループの箱根ビジネスで展開されているカラーリングの流れをくんでいる。